# Hypnum lamarckii
Hypnum lamarckii är en bladmossart som beskrevs av Lamarck och A. P. de Candolle 1805. Hypnum lamarckii ingår i släktet flätmossor, och familjen Hypnaceae. Inga underarter finns listade i Catalogue of Life.